# Alexander Hall
Alexander Hall (Fairbanks, 21 september 1998) is een Amerikaanse freestyleskiër die is gespecialiseerd in de slopestyle en de big air. Hij vertegenwoordigde zijn vaderland op de Olympische Winterspelen 2018 in Pyeongchang.

## Carrière
Bij zijn wereldbekerdebuut, in augustus 2015 in Cardrona, scoorde Hall direct wereldbekerpunten. In januari 2017 behaalde de Amerikaan in Font-Romeu zijn eerste toptienklassering in een wereldbekerwedstrijd. Op de wereldkampioenschappen freestyleskiën 2017 in de Spaanse Sierra Nevada eindigde hij als negende op het onderdeel slopestyle. Tijdens de Olympische Winterspelen van 2018 in Pyeongchang eindigde Hall als zestiende op het onderdeel slopestyle. Op 3 maart 2018 boekte de Amerikaan in Silvaplana zijn eerste wereldbekerzege.
In Park City nam hij deel aan de wereldkampioenschappen freestyleskiën 2019. Op dit toernooi eindigde hij als vierde op het onderdeel big air, daarnaast eindigde hij als 36e op het onderdeel slopestyle.

## Resultaten

### Olympische Winterspelen
| Jaar | Plaats      | Resultaten     |
| ---- | ----------- | -------------- |
| 2018 | Pyeongchang | 16e Slopestyle |

### Wereldkampioenschappen
| Jaar | Plaats        | Resultaten                |
| ---- | ------------- | ------------------------- |
| 2017 | Sierra Nevada | 9e Slopestyle             |
| 2019 | Park City     | 4e Big air 36e Slopestyle |

### Wereldbeker
Eindklasseringen
| Seizoen   | Algm | BA     | SS  |
| --------- | ---- | ------ | --- |
| 2015/2016 | 185e | –      | 42e |
| 2016/2017 | 116e | –      | 20e |
| 2017/2018 | 39e  | –      | 7e  |
| 2018/2019 | 31e  | 6e     | 6e  |
| 2019/2020 | 11e  | Zilver | 18e |

Wereldbekerzeges
| Datum            | Plaats     | Onderdeel  |
| ---------------- | ---------- | ---------- |
| 3 maart 2018     | Silvaplana | Slopestyle |
| 12 januari 2019  | Font-Romeu | Slopestyle |
| 3 november 2019  | Modena     | Big air    |
| 21 december 2019 | Atlanta    | Big air    |